# Netelia corrugata
Netelia corrugata là một loài tò vò trong họ Ichneumonidae.